# Achillea leptophylloides
Achillea leptophylloides là một loài thực vật có hoa trong họ Cúc. Loài này được Prodan mô tả khoa học đầu tiên năm 1930.